# Équipe de Roumanie féminine de rugby à XV
L'équipe de Roumanie de rugby à XV féminin est une sélection des meilleures joueuses de Roumanie pour disputer les principales compétitions internationales ou affronter d'autres équipes nationales en test matchs. Elle a notamment joué le premier match international officiel de rugby à XV féminin en 2007.

## Histoire
L'équipe de Roumanie remporte son premier match international officiel en 2007, à Watermael-Boitsfort, face à la Serbie sur le score de 65 à 0 qui reste aujourd'hui encore leur plus large succès en compétition officielle.
L'histoire de l'équipe de Roumanie se résume actuellement à deux participations en 2007 (quatrième place) et 2008 (cinquième place) au Trophée européen organisé à l'époque par la FIRA.
Après seize ans d'inactivité, et 44e au classement World Rugby, l'équipe nationale retrouve les terrains le 22 septembre 2024, à Snagov, contre la Bulgarie dans le cadre des championnats d'Europe.